# Agrotis olivina
Agrotis olivina là một loài bướm đêm trong họ Noctuidae.